# Brannigan, Begin Again
Brannigan, Begin Again (с англ. — «Бранниган, начни сначала») — второй эпизод второго сезона мультсериала «Футурама». Североамериканская премьера эпизода состоялась 28 ноября 1999 года.

## Содержание
Команде «Межпланетного экспресса» нужно доставить огромные ножницы в новое здание DOOP (Democratic Order of Planets, Демократический Союз Планет). Новое здание Союза находится на космическом корабле возле Нейтральной планеты и ножницами во время церемонии открытия будет разрезана символическая ленточка. Вмешательство Зеппа Браннигана приводит к уничтожению нового здания.
На следующем за этим суде Зеппа и Кифа лишают их прежних должностей. Пара неудачников скитается по Новому Нью-Йорку, пока профессор Фарнсворт не принимает их наконец в команду «Межпланетного экспресса».
После особенно трудного задания — доставки подушек на планету с большой гравитацией Стумбос 4 — команда поднимает бунт. Новый капитан Зепп ставит новую цель — атаковать Нейтральную планету. Осознав, что, кроме Зеппа, в живых после этой миссии никого не останется, Фрай и Бендер возвращают Лиле статус командира, которая спасает положение.
На новом суде Лила хочет дать показания против Браннигана, но профессор ей напоминает, что тогда его снова уволят, и его опять придётся нанять в «Межпланетный экспресс», и Лила говорит, что это она хотела уничтожить нейтральную планету, а Бранниган спас положение. После чего его восстанавливают.

## Персонажи
Список новых или периодически появляющихся персонажей сериала
- Дебют: Глаб
- Хэтти МакДугал
- Дебют: Гипер-цыплёнок
- Киф Крокер
- Дебют: Президент Нитрул
- Маленький Глёрмо
- Дебют: Тог
- Зепп Бранниган